# Ford Mustang Mach-E
De Ford Mustang Mach-E is een volledig elektrisch aangedreven vijfdeurs CUV van de Amerikaanse autofabrikant Ford. De wagen werd onthuld door Bill Ford op 17 november 2019 in Hawthorne. De Mustang Mach-E is leverbaar sinds december 2020 en kwam in het voorjaar van 2021 ook in Europa op de markt.

## Ontwerp
De naam is gebaseerd op de Mach 1-versie van de eerste generatie Ford Mustang uit 1969. De Mustang Mach-E leent enkele designelementen van de conventionele Mustang, waaronder de lichtblokken voor- en achteraan en de vorm van de grille, maar verder is dit een compleet andere auto.
De Mustang Mach-E is gebouwd op het Global Electrified 1 (GE1) platform, een sterk herwerkte versie van het Ford C2-platform dat wordt gebruikt voor de vierde generatie Focus en de derde generatie Kuga.
De wagen heeft geen klassieke deurgrepen meer, de deuren kunnen geopend worden met de sleutel, via een smartphone of met een klein toetsenbord dat in de B-stijl is verwerkt. Naast de traditionele kofferbak achteraan heeft de wagen ook een waterdichte laadruimte onder de motorkap, de zogenaamde "frunk" (Front Trunk). De Mach-E heeft een infrarood reflecterende voorruit die de infraroodgolven reflecteert waardoor het interieur minder snel opwarmt en de airconditioning minder energie verbruikt.
Het interieur heeft een breed dashboard met ingebouwde soundbar en is uitgerust met een verticaal gemonteerd infotainmentsysteem met aanraakscherm. De meeste systemen van de auto worden bediend via dit scherm. Er is een ingebouwde draaiknop voorzien voor de volumeregeling.
Naast de standaarduitrusting biedt Ford twee optiepakketten: Het Technology Pack omvat een 360°-camera, tien luidsprekers, een sensorgestuurde elektrische achterklep, een intelligente snelheidsregelaar, verkeersborddetectie en de Pre-Collision assistent. Het Technology Pack Plus omvat bovendien de actieve parkeerassistent, een panoramisch dak en elektrisch verstelbare stoelen met geheugenfunctie.
Het model werd gelanceerd met twee formaten batterijpakketten en drie motorvermogens: de instapversie met achterwielaandrijving wordt aangeboden met een 68 kWh batterijpakket dat een 198 kW (269 pk) motor aandrijft, of met een 88 kWh batterijpakket met vergroot rijbereik dat een motor met 216 kW (294 pk) aandrijft. De uitvoering met vierwielaandrijving heeft afzonderlijke elektromotoren op de voor- en achteras en levert in combinatie met het batterijpakket met vergroot rijbereik 258 kW (351 pk). De actieradius bedraagt ongeveer 400 km (WLTP) voor de standaard accu tot 610 km (WLTP) voor de accu met vergroot rijbereik. Opladen is mogelijk via een AC-thuislader of een DC-snellader tot 150 kW.
Sinds de zomer van 2021 wordt de Mustang Mach-E GT aangeboden, een sportmodel met vierwielaandrijving en het 88 kWh-pakket met een motorvermogen van 342 kW (465 pk) en een koppel van 830 Nm, goed voor een acceleratie van 0 naar 100 km/u in amper 3,7 seconden.
De Mustang Mach-E GT Perfomance Edition werd onthuld in december 2020. Deze versie is uitgerust met 20-inch lichtmetalen velgen, rode Brembo-remklauwen en zwarte accenten op de carrosserie. De elektrische motor van 358 kW (487 pk) levert een koppel van 860 Nm en heeft een rijbereik van ongeveer 400 km. Deze uitvoering wordt in de loop van 2021 verwacht op de Amerikaanse markt.

## Fotogalerij

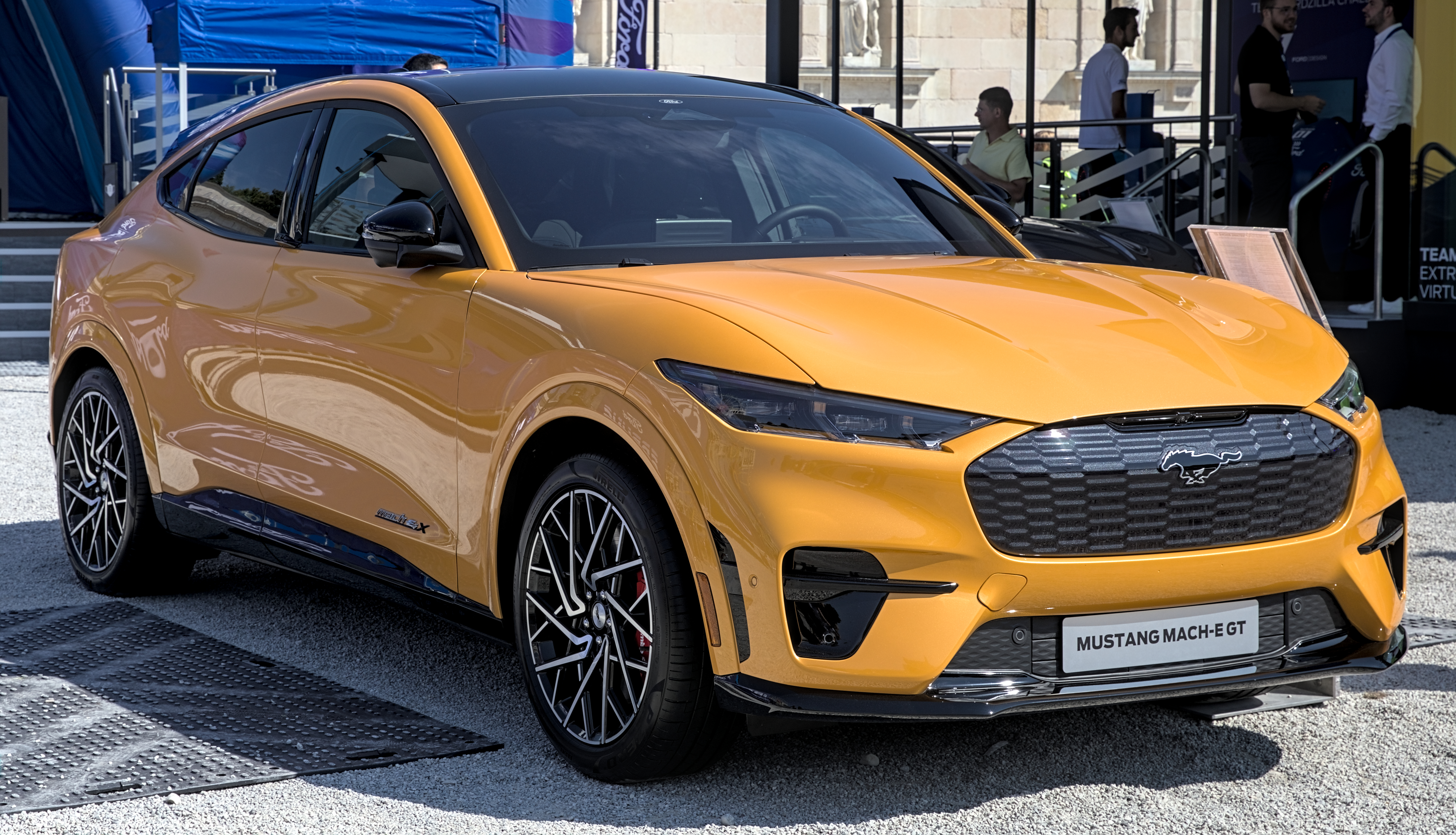
Mustang Mach-E GT (2021)
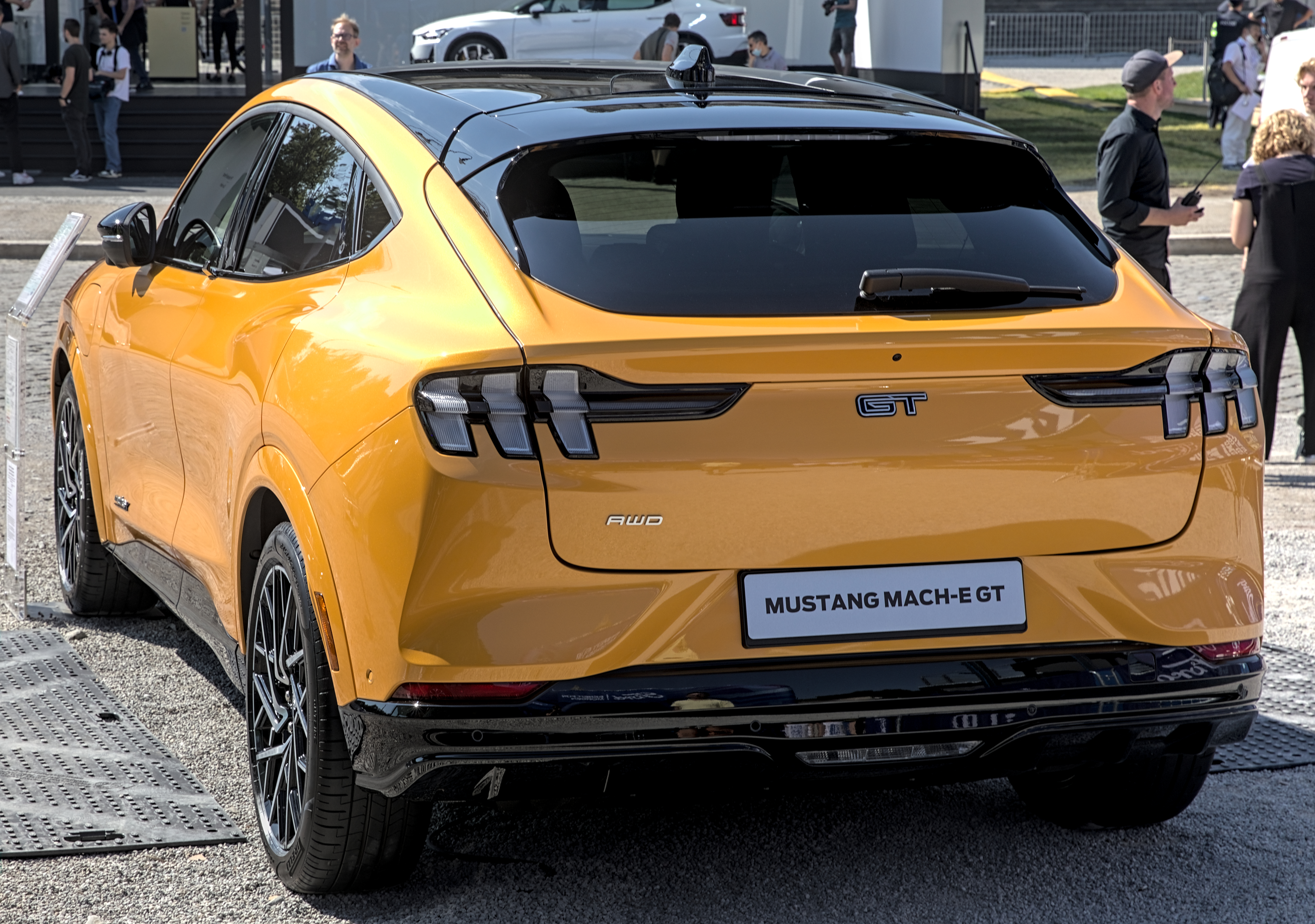
Mustang Mach-E GT (2021), achteraanzicht
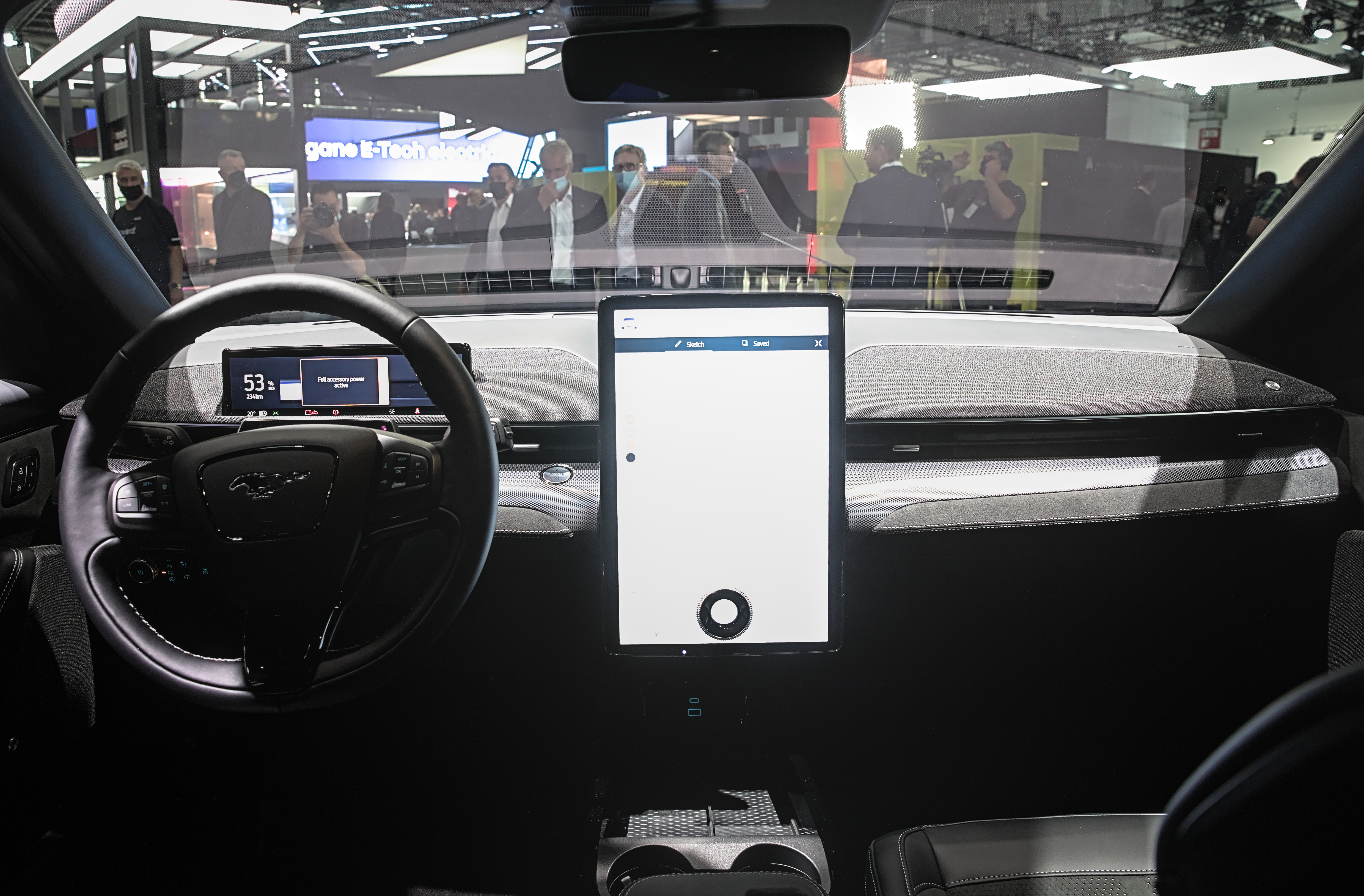
Interieur met het infotainmentscherm en draaiknop voor de volumeregeling
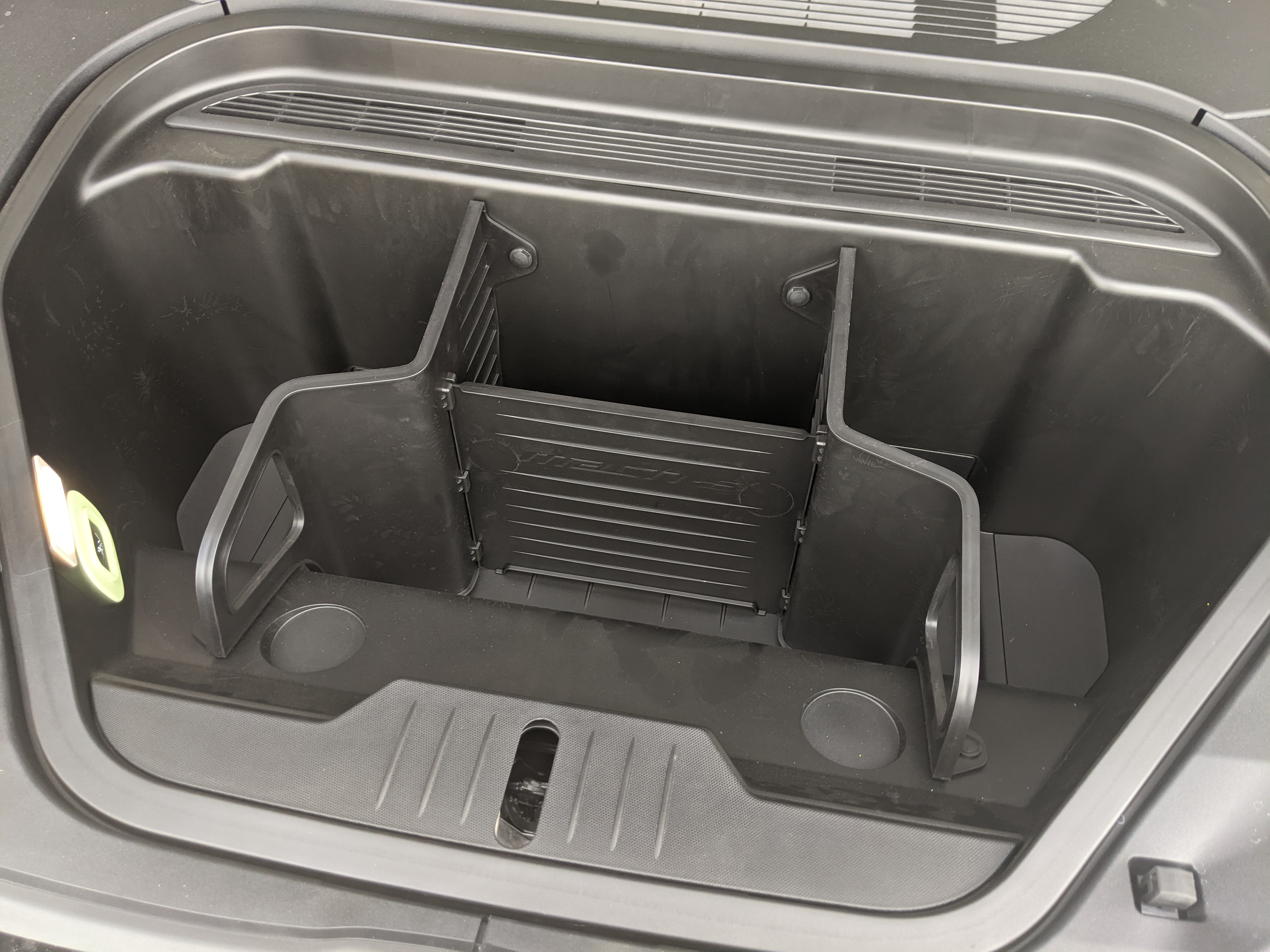
De Mach-E "frunk", de waterdichte laadruimte onder de motorkap

## Specificaties
| Type                                   | Aandrijving           | Batterijpakket      | Batterijpakket             | Batterijpakket    | Motor             | Motor  | Rijbereik (WLTP) | Acceleratie 0-100 km/u |
| Type                                   | Aandrijving           | Aanduiding          | Accuvermogen (bruto/netto) | Laadtijd (10-80%) | Maximaal vermogen | Koppel | Rijbereik (WLTP) | Acceleratie 0-100 km/u |
| -------------------------------------- | --------------------- | ------------------- | -------------------------- | ----------------- | ----------------- | ------ | ---------------- | ---------------------- |
| Mustang Mach-E First Edition           | vierwielaandrijving   | vergroot rijbereik  | 98,8 kWh / 91 kWh          | 45 min            | 248 kW (337 pk)   | 565 Nm | 540 km           | 5,1 s                  |
| Mustang Mach-E                         | achterwielaandrijving | standaard rijbereik | 75,7 kWh / 70 kWh          | 38 min            | 198 kW (269 pk)   | 430 Nm | 440 km           | 6,9 s                  |
| Mustang Mach-E                         | achterwielaandrijving | vergroot rijbereik  | 98,8 kWh / 91 kWh          | 45 min            | 216 kW (294 pk)   | 430 Nm | 610 km           | 7,0 s                  |
| Mustang Mach-E AWD                     | vierwielaandrijving   | standaard rijbereik | 75,7 kWh / 70 kWh          | 38 min            | 198 kW (269 pk)   | 580 Nm | 400 km           | 6,3 s                  |
| Mustang Mach-E AWD                     | vierwielaandrijving   | vergroot rijbereik  | 98,8 kWh / 91 kWh          | 45 min            | 258 kW (351 pk)   | 580 Nm | 540 km           | 5,8 s                  |
| Mustang Mach-E GT                      | vierwielaandrijving   | vergroot rijbereik  | 98,8 kWh / 91 kWh          | 45 min            | 342 kW (465 pk)   | 830 Nm | 500 km           | 3,7 s                  |
| Mustang Mach-E GT Performance Edition  | vierwielaandrijving   | vergroot rijbereik  | 98,8 kWh / 91 kWh          | 45 min            | 358 kW (487 pk)   | 860 Nm | -                | 3,5 s                  |
| Mustang Mach-E California RT.1 Edition | achterwielaandrijving | vergroot rijbereik  | 98,8 kWh / 91 kWh          | 45 min            | 216 kW (194 pk)   | 430 Nm | -                | 6,0 s                  |

## Speciale versies
In juli 2020 presenteerde Ford Performance samen met RTR Vehicles het prototype Mustang Mach-E 1400. Dit is een racewagenversie met zeven elektromotoren en een vermogen van 1043 kW (1419 pk) in combinatie met een ultra-high-performance batterijpakket van 56,8 kWh, goed voor een topsnelheid van 257 km/u. De wagen kan gebruikt worden met achterwielaandrijving, vierwielaandrijving en voorwielaandrijving. Het remsysteem is overgenomen van de Mustang GT4. Deze wagen wordt niet in serie geproduceerd.